# Déesse aux serpents

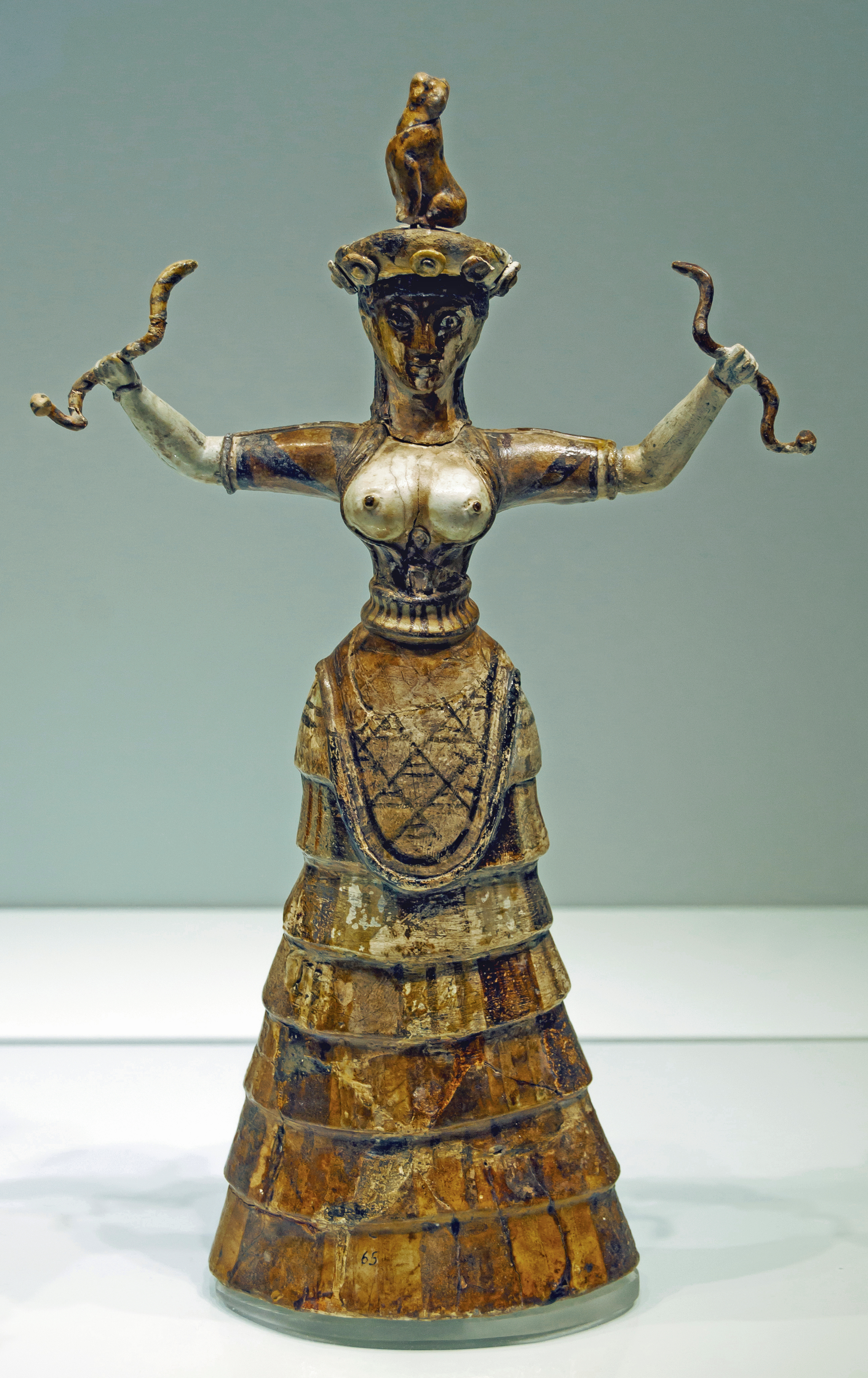
Figurine de la déesse aux serpents. Musée archéologique d'Héraklion (vers 1600 av. J.-C.)

La déesse aux serpents est une divinité chthonienne de la civilisation minoenne. Des figurines représentant cette déesse et datées d'environ 1600 av. J.-C. ont été trouvées lors des fouilles archéologiques au palais minoen de Cnossos, en Crète.

## Dénomination
Le mot dénommant cette divinité pourrait être en langue minoenne le mot A-sa-sa-ra, prononciation possible d'inscriptions minoennes en linéaire A. Le linéaire A peut être partiellement lu phonétiquement, mais reste à ce jour non traduit.
Palmer fait le lien entre l'inscription a-sa-sa-ra-me, qui semble accompagner les figurines de déesse, avec le hittite išhaššara, « maîtresse ».

## Hypothèses
Ces figurines ont été trouvées dans des sanctuaires de maisons, en tant que « serpents de la maison », ce qui semble rappeler des traditions du Néolithique en lien avec la maison et les femmes. L'archéologue britannique Arthur John Evans fait un lien entre la déesse serpent minoenne et la déesse de la mythologie égyptienne Ouadjet.

## Hommage
La déesse aux serpents est l'une des 1 038 femmes représentées dans l'œuvre contemporaine The Dinner Party de Judy Chicago, aujourd'hui exposée au Brooklyn Museum. Cette œuvre se présente sous la forme d'une table triangulaire de 39 convives (13 par côté), chaque convive étant une femme, figure historique ou mythique. Les noms des 999 autres femmes figurent sur le socle de l'œuvre. La déesse aux serpents est la cinquième convive de l'aile I de la table : elle y figure entre Kali et Sophie, la personnification de la sagesse.